# Dompierre-sur-Veyle
Dompierre-sur-Veyle är en kommun i departementet Ain i regionen Auvergne-Rhône-Alpes i östra Frankrike. Kommunen ligger  i kantonen Pont-d'Ain som ligger i arrondissementet Bourg-en-Bresse. Kommunens areal är 29,1 km². År 2022 hade Dompierre-sur-Veyle 1 225 invånare.

## Befolkningsutveckling
Antalet invånare i kommunen Dompierre-sur-Veyle
Referens: INSEE